# José Ángel Mañas Hernández
José Ángel Mañas Hernández (Madrid, 22 d'octubre de 1971) és un escriptor espanyol. Pertany a la generació de novel·listes neorealistes espanyols de la dècada de 1990, al costat d'autors com Ray Loriga o Lucía Etxebarria. Els seus llibres han estat traduïts a diversos idiomes.

## Biografia
Va estudiar Història Contemporània a Madrid —en que la seva Universitat Autònoma va obtenir la llicenciatura—, Sussex i Grenoble.
Després de l'èxit de la seva primera novel·la, Historias del Kronen, es va traslladar en 1995 a França, on va viure uns set anys fins al seu retorn a Espanya al gener de 2002. Actualment resideix en Madrid.

## Obra
Mañas va aconseguir la popularitat amb la publicació de Historias del Kronen, la seva òpera preval. La novel·la, finalista del Premi Nadal de 1994, es va convertir en novel·la de culte, sobretot després de l'adaptació cinematogràfica de Montxo Armendáriz. A Historias del Kronen van seguir tres novel·les d'ambient i contingut similar: Mensaka (1995), Ciudad rayada (1998) i La pella (2008), que, amb Historias del Kronen, formen la «Tetralogía Kronen», sobre la qual Mañas va escriure:
| « | M'agrada dir que aquestes quatre novel·les són novel·les-punk o «nobelas». Pensava en aquest moment que «punk» —i quan emprava aquest concepte tenia al cap la música dels Ramones i l'exemple d'alguns grups com Velvet Underground— era el que millor definia el que estava intentant fer en literatura. Pensava que era un bon símil que ajudava a ressaltar les qualitats estètiques —velocitat, autenticitat i cruesa— que persegueixo en la novel·la. Amb el temps he continuat explorant les possibilitats d'aquest símil il·luminador i donant-li més profunditat al concepte, que està resultant més seriós i útil del que esperava. Per a mi una «nobela» aglutina tots aquests elements heteroglòsics que la literatura novel·lesca d'avui exclou o entrecomilla. Tot aquest «soroll» —i per «soroll» entenc des d'interferències ortogràfiques fins a incorreccions col·loquials i qualsevol tipus d'argot o llenguatge obviat normalment per la literatura— al qual l'autèntic novel·lista ha de recórrer si vol revitalitzar i injectar-li sang nova a un gènere capacitat com cap altre per a donar-li forma artística al llenguatge viu. | » |

Una altra obra important de la seva primera etapa és Soy un escritor frustrado, de 1996. A Soy un escritor frustrado,en efecte, apareixen inquietuds que, absents de les dues primeres novel·les de José Ángel Mañas, es fan inevitables a Mundo Burbuja (2001) i Caso Karen (2005), sobretot, al seu caràcter meta-literari. Soy un escritor frustrado descriu, de fet, el seu propi procediment de composició i es complau, de pas, a reflexionar sobre les alegries i misèries de l'èxit, que Mañas ha experimentat (malgré lui) de molt primera mà.
A Caso Karen, Mañas arremet sense pietat contra el mercat contemporani de la Literatura i les seves més rellevants institucions: autors, agents, editorials, premis i congressos. Com en les antigues novel·les de pastors, molts dels caràcters de Caso Karen són trassumptes de persones reals: a «Karen del Korral» s'adverteixen trets de la personalitat de Lucía Etxebarria; «Carina Martinell» és Carme Balcells; «Armando Sala» és Antonio Gala, etc. Caso Karen és, d'altra banda, la més complexa de les obres de Mañas des del punt de vista de la seva estructura.
En 2007 es va publicar la seva primera incursió en el gènere històric: El secreto del Oráculo (Ediciones Destino), centrada en la figura d'Alexandre el Gran, seleccionada entre les cinc obres finalistes del premi 'Espartaco' a la millor novel·la històrica.
En la seva novel·la, La pella (2008), l'escriptor torna a reprendre la línia que li donés a conèixer, amb una volta a l'univers realista, i tanca la Tetralogia Kronen.
En novembre de 2010, publica Sospecha, a Editorial Destino,on tornen a reaparèixer els inspectors Pacheco i Duarte, ja presents a Caso Karen.
La seva primera incursió en un territori aliè a la ficció i la narrativa és Un alma en incandescencia (2008), quadern d'aforismes publicat per Editorial Buscarini. L'obra ha estat il·lustrada i inspirada per l'artista francès Franciam Charlot.
Des d'octubre de 2015, publica en el diari El Español, a manera de fulletó, un ambiciós projecte de caràcter històric literari la primera part del qual, Vísperas del 36, és la crònica dels esdeveniments que van precedir al començament de la guerra civil espanyola.
En 2016 publica el thrille Todos iremos al paraíso; a la primavera del 2019 la novel·la històrica Conquistadores de lo imposible, i al tardor del 2019 publicarà la novel·la La última juerga, guanyadora del LI premi Ateneo de Sevilla d'aquest mateix any. En ella reapareix, per primera vegada en 25 anys, el cèlebre protagonista de Historias del Kronen, Carlos.

### Adaptacions cinematogràfiques
Historias del Kronen va ser la seva primera novel·la adaptada al cinema, gràcies a la qual Mañas va obtenir el Goya al millor guió adaptat.
Salvador García Ruiz es va fer càrrec de la versió cinematogràfica de Mensaka, que va veure la llum en 1998. La seva novel·la Soy un escritor frustrado va ser portada a la pantalla gran sota el títol Imposture, dirigida per Patrick Bouchitey i que es va estrenar en 2005, any de publicació de Caso Karen.

#### Novel·la
- Historias del Kronen (1994)
- Mensaka (1995)
- Soy un escritor frustrado (1996)
- Ciudad rayada (1998)
- Mundo burbuja (2001)
- Caso Karen (2005)
- amb Antonio Domínguez Leiva: Sèrie de novel·les curtes El hombre de los 21 dedos (2007)
- El secreto del Oráculo (2007)
- La pella (2008)
- amb Antonio Domínguez Leiva: El Quatuor de Matadero (2009)
- Sospecha (2010)
- Todos iremos al paraíso (2016)
- Extraños en el paraíso, la verdadera historia de la Movida madrileña Arxivat 2019-10-28 a Wayback Machine. (2018: original per audiollibre)
- Conquistadores de lo imposible (2019)
- La última juerga (LI premi Ateneo de Sevilla)

#### Assaig
- Un alma en incandescencia. Pensando en torno a Franciam Charlot (aforismos sobre pintura) (2008)
- El legado de los Ramones (2011)
- La literatura explicada a los asnos (2012)
- Un escritor en la era de Internet (2017)

## Premis
Cercle d'Escriptors Cinematogràfics
| Any  | Categoria           | Persona              | Resultat  |
| ---- | ------------------- | -------------------- | --------- |
| 1995 | Millor guió adaptat | Historias del Kronen | Guanyador |

Premis Goya
| Any  | Categoria           | Pel·lícula           | Resultat  |
| ---- | ------------------- | -------------------- | --------- |
| 1995 | Millor guió adaptat | Historias del Kronen | Guanyador |